# Gloriana Pellissier
Gloriana Pellissier (* 12. August 1976 in Aosta) ist eine italienische Skibergsteigerin.
Pellissier begann 1995 mit dem Skibergsteigen und bestritt mit der Teilnahme an der Tour du Rutor im Jahr 1996 ihren ersten Wettkampf. 1999 wurde sie Mitglied der Nationalmannschaft.

## Erfolge (Auswahl)
Pellissier war italienische Meisterin im Skibergsteigen in Folge von 1997 bis 2001 und von 2004 bis 2005.
- 2002:
  - 3. Platz bei der Weltmeisterschaft Skibergsteigen, Serre Chevalier
  - 4. Platz bei der Weltmeisterschaft Skibergsteigen Team mit Chiara Raso

- 2004:
  - 2. Platz bei der Weltmeisterschaft Skibergsteigen Einzel, Val d’Aran
  - 3. Platz bei der Weltmeisterschaft Vertical Race, Val d’Aran
  - 3. Platz bei der Weltmeisterschaft Skibergsteigen Staffel (mit Annamaria Baudena und Christiane Nex)

- 2005:
  - 2. Platz bei der Europameisterschaft Vertical Race
  - 2. Platz bei der Europameisterschaft Skibergsteigen Einzel
  - 2. Platz bei der Europameisterschaft Skibergsteigen Staffel (mit Francesca Martinelli und Christiane Nex)
  - 6. Platz bei der Europameisterschaft Skibergsteigen Team mit Christiane Nex

- 2006:
  - 1. Platz bei der Weltmeisterschaft Skibergsteigen Staffel (mit Francesca Martinelli, Chiara Raso und Roberta Pedranzini)
  - 4. Platz bei der Weltmeisterschaft Vertical Race

- 2007:
  - 1. Platz bei der Europameisterschaft Staffel  mit  Francesca Martinelli und Roberta Pedranzini
  - 1. Platz bei der Trofeo Mezzalama mit  Francesca Martinelli und Roberta Pedranzini
  - 3. Platz bei der Europameisterschaft Vertical Race
  - 3. Platz bei der Europameisterschaft Skibergsteigen Einzel

- 2008:
  - 2. Platz Weltmeisterschaft Skibergsteigen Staffel (Roberta Pedranzini, Francesca Martinelli und Elisa Fleischmann), Portes du Soleil
  - 5. Platz bei der Weltmeisterschaft Skibergsteigen Einzel, Portes du Soleil
  - 5. Platz beim Weltcup Skibergsteigen Einzel, Val d´Aran
  - 10. Platz bei der Weltmeisterschaft Vertical Race, Portes du Soleil

### Pierra Menta
- 1998: 4. Platz mit Corinne Roux Mollard
- 1999: 2. Platz mit Corinne Favre
- 2000: 1. Platz mit Alexia Zuberer
- 2001: 1. Platz mit Alexia Zuberer